# Lucas Navarro
Lucas Macías Navarro (Valverde del Camino, Huelva, 11 augustus 1978) is een Spaans hoboïst. Hij is lid van het Koninklijk Concertgebouworkest, waar hij samen met Alexei Ogrintchouk solo-hoboïst is.